# ФК Факел (Воронеж)
Вижте пояснителната страница за други значения на Факел.
ФК Факел Воронеж е руски професионален футболен клуб, основан през 1947 г. Участник Премиер-лигата.

## История
Основан е през 1947 под името Криля Советов. Отборът има едно участие във висшата лига на СССР. То е през 1985 година. През 1992 Факел играе в Премиер-лигата, но изпада. На следващия сезон отборът не се задържа и в Първа лига и изпада във втора. Отборът успява да спечели надпреварата в своята зона и се класира в 1 лига. През 1996 завършва на 3 позиция и отново влиза в Премиер-лигата. Факел не успява да се задържи и изпада. Отборът отново печели промоция през 1999 и успява да се задържи в елита. През 2001 Факел изпада. Поради бюджетния дефицит на областта се решава Факел да бъде закрит. Все пак отборът продължава да функционира под името ФК Воронеж в първа дивизия. В средата на 2002 приема името „Факел-Воронеж“. През 2006 Факел изпада от 1 дивизия и поради финансови затруднения губи професионалния си статут. През 2007 играе в ЛФЛ, а през сезоните 2008 и 2009 не поддържа мъжки отбор. През 2010 завършват на 4 позиция във Втора дивизия, след обединение на Факел с ФСА Воронеж. Все пак отборът приема участие в Първа дивизия, след разформироването на Сатурн Раменское, но на края на сезона завършва предпоследен и отново изпада. През 2012/13 завършват втори в класирането. През сезон 2014/15 Факел печели Втора дивизия и се завръща във ФНЛ. През сезон 2021/22 те заеха 2-ро място в Първа лига и се преместиха във Премиер лига.

## Известни играчи
- Александър Гришин
- Александър Филимонов
- Андрей Новосадов
- Евгений Алхимов
- Валерий Есипов
- Дмитрий Акимов
- Валерий Шмаров
- Едгарас Янкаускас
- Валери Карпин

## Български футболисти
- Димитър Трендафилов: 1997 - (16 мача - 4 гола)